# Leicht Küchen
Die Leicht Küchen AG (Eigenschreibweise: LEICHT) ist ein deutscher Hersteller von Einbauküchen mit Sitz im ostwürttembergischen Waldstetten in Baden-Württemberg. Das Unternehmen beschäftigt am Heimatstandort Waldstetten und Kirchheim 750 Mitarbeitende und erzielte im Jahr 2023 einen Umsatz von rd. 180 Mio. EUR.

## Geschichte
1928 wurde das Unternehmen von den Brüdern Alois und Josef Leicht in Schwäbisch Gmünd als „mechanische Schreinerei“ gegründet. In den 1940er Jahren entwickelte Leicht die erste Anbauküche mit noch heute gültigem Maß- und Rastersystem. 1954 präsentierte Leicht eine farbige Anbauküche mit dem Namen „Colora“. 1968 wurde zur Kölner Möbelmesse die erste Vollkunststoffküche – „Die Küche aus der Retorte“ – vorgestellt. 1975 wurde das Unternehmen von der Welle Holding übernommen und als eigenständige Gesellschaft weitergeführt.
1993 fand eine Überführung der Gesellschaft in die Leicht Küchen AG statt. Heute ist die Gesellschaft eine nicht börsennotierte Tochtergesellschaft der Welle-Holding. Anteile befinden sich weiterhin im Familienbesitz. Im Jahr 2014 eröffnete das Unternehmen ein eigenes Schulungs- und Ausstellungszentrum.

## Geschäftsdaten
Im Jahr 2016 erwirtschaftete Leicht mit 570 Mitarbeitern 124 Millionen Euro Umsatz, davon 55 % im Ausland und 45 % im Inland. Im Jahr 2013 betrug der Umsatz ca. 96 Millionen Euro, bei einem Exportanteil von ca. 60 %. Vertriebskanäle finden sich weltweit in mehr als 55 Ländern.
Am 27. Oktober 2020 hat Leicht Küchen nach einer Bauzeit von zwei Jahren und einer Investitionssumme von fast 90 Mio. Euro ein neues, hochautomatisiertes Werk im Industriegebiet Gügling in Betrieb genommen. Das Unternehmen produziert an drei Standorten in Deutschland („Werk 1“ in Waldstetten und „Werk 2“ Gügling auf 40.000 m² und „Werk 5“ Kirchheim unter Teck auf 15.000 m²).

## Preise und Auszeichnungen
Leicht wurde bereits mehrfach mit verschiedenen Designpreisen ausgezeichnet – darunter mit dem Iconic Awards: Interior Innovation im Jahr 2017, ausgelobt vom Rat für Formgebung.

## Sonstiges
Bei den Weltcupskirennen der Damen in Garmisch-Partenkirchen, fungiert Leicht als eine der Hauptsponsoren.